# Vincenzo Apicella

Wappen von Vincenzo Apicella als Bischof von Velletri-Segni

Vincenzo Apicella (* 22. Januar 1947 in Neapel) ist ein italienischer Geistlicher und emeritierter römisch-katholischer Bischof von Velletri-Segni.

## Leben
Der Kardinalvikar der Diözese Rom und Erzpriester der Lateranbasilika, Ugo Poletti, spendete ihm am 25. März 1972 die Priesterweihe.
Papst Johannes Paul II. ernannte ihn am 19. Juli 1996 zum Weihbischof in Rom und Titularbischof von Ierafi. Der Kardinalvikar des Bistums Rom, Camillo Ruini, spendete ihm am 14. September desselben Jahres die Bischofsweihe; Mitkonsekratoren waren Cesare Nosiglia, Erzbischof ad personam und Weihbischof in Rom, und Diego Natale Bona, Bischof von Saluzzo.
Papst Benedikt XVI. ernannte ihn am 28. Januar 2006 zum Bischof von Velletri-Segni. Am 7. Mai 2022 nahm Papst Franziskus seinen altersbedingten Rücktritt an.